# Michel Bolloré
Pour les articles homonymes, voir Bolloré (homonymie).
Michel Bolloré est un industriel et homme d'affaires français, né le 17 février 1922 à Nantes et mort le 2 mai 1997 à Paris. Il est le père de Vincent Bolloré.

## Biographie

### Jeunesse et études
Michel Bolloré est fils de René Bolloré et de Marie Amélie Thubé (1889-1977), fille de l'armateur nantais Gaston Thubé, sœur d'Amédée, Jacques et Gaston Thubé. Il est le frère de René Bolloré, de Gwenn-Aël Bolloré et de Jacqueline Cloteaux.
Après des études au lycée Janson-de-Sailly, il étudie à la faculté de droit et à l'École des sciences politiques.
Marié avec Monique Follot, fille de l'aviateur et industriel Henri Follot et de Nicole Goldschmidt, il est le père de Vincent Bolloré et le beau-père de Didier Leroux.

### Parcours professionnel
Michel Bolloré rentre à l'issue de ses études dans les papeteries Bolloré, fondée par son arrière grand-père en 1822. Il devient directeur commercial et administrateur en 1949, puis, nommé directeur général la même année, il développe l'entreprise de papèterie familiale dont le papier à rouler (sous la marque OCB, Odet-Cascadec-Bolloré) et occupe le poste de président-directeur général de 1974 à 1976.
Michel Bolloré exerce également les fonctions de président de la société Le Tabac Reconstitué SA de 1963 à 1974[réf. souhaitée], président-directeur général de la Compagnie financière Bolloré, conseil auprès de la présidence de Spie Batignolles et administrateur de Schneider, de Jeumont-Industrie, de Jeumont-Schneider, de Paribas, de JOB et de la Société de Banque et de participation.
Il est l'un des amis de Georges Pompidou, qui fréquentait les Bolloré et naviguait sur leur yacht amarré à Saint-Tropez. Également proche de l'écrivaine Françoise Sagan et du peintre Bernard Buffet, il est une figure de la vie parisienne des années 1960, recevant en son hôtel particulier situé près du bois de Boulogne. Mais la société se retrouve presque au bord de la faillite et Michel Bolloré, abandonné par ses amis fortunés, fait une dépression. Il doit vendre une partie de l'entreprise. Son fils Vincent Bolloré, arrivé en 1981 à la tête du groupe, le redresse et en fait un empire.
Il meurt en 1997 et repose au cimetière de Passy (division 15).

### Sources
- « Bolloré, un financier avec qui copiner », Libération, 10 mai 2007
- Entreprise, Paris, Société du nouvel économiste, 1953-1975 no 3, 1er mai 1953, p. 30